# Domaine de Hitachi-Fuchū
Le Domaine de Hitachi-Fuchū (壬生藩, Hitachi-Fuchū-han) est un fief féodal japonais de l'époque d'Edo situé dans la province de Hitachi (actuelle préfecture d'Ibaraki). Il était dirigé à partir du jin'ya de Fuchū dans l'actuelle ville d'Ishioka. Il est également appelé Domaine d'Ishioka et domaine de Naganuma.

## Histoire
Le Domaine est créé en 1602 quand Rokugō Masanori, chef du clan Rokugō, une importante famille de la province de Dewa, est récompensé d'une terre de 10 000 koku à Hitachi-Fuchū pour ses services envers Tokugawa Ieyasu à la bataille de Sekigahara. Le clan est transféré au domaine de Honjō à Dewa en 1623. Le domaine passe alors sous le contrôle du clan Minagawa jusqu'en 1645 quand le clan est réduit au statut de hatamoto car il n'a pas d'héritier direct.
En 1700, le domaine est recréé pour le cinquième fils de Tokugawa Yorifusa du domaine de Mito, qui adopte le nom de Matsudaira. Les Matsudaira gouvernent le domaine jusqu'à la restauration de Meiji. Le domaine est renommé « domaine d'Ishioka » en 1869. En juillet 1871, avec l'abolition du système han, le domaine de Hitachi-Fuchū est dissout.
Le Domaine a une population de 16 913 personnes réparties dans 2 774 foyers, dont 901 samouraïs dans 198 foyers et 182 ashigaru dans 109 foyers, selon un recensement de 1869.

## Possessions à la fin de l'époque d'Edo
Comme la plupart des domaines japonais, Hitachi-Fuchū est composé de plusieurs territoires discontinus dont la valeur kokudaka est fondée sur une estimation périodique du potentiel agricole,.
- Province de Hitachi
  - 3 villages dans le district d'Ibaraki
  - 9 villages dans le district de Namegata
  - 6 villages dans le district de Niihari

## Liste des daimyō
| #                                   | Nom                              | Règne     | Titre de courtoisie                   | Rang de cour            | Kokudaka                      |
| ----------------------------------- | -------------------------------- | --------- | ------------------------------------- | ----------------------- | ----------------------------- |
| Clan Rokugō (tozama) 1602-1623      |                                  |           |                                       |                         |                               |
| 1                                   | Rokugō Masanori (六郷政乗)       | 1602-1623 | Hyōgō-gashira (兵庫頭)                | 5e inférieur (従五位下) | 10 000 koku                   |
| Clan Minagawa (fudai) 1623-1645     |                                  |           |                                       |                         |                               |
| 1                                   | Minagawa Hiroteru (皆川 広照)    | 1623-1625 | Yamashiro-no-kami (山城守)            | 4e inférieur (従四位下) | 10 000 koku                   |
| 2                                   | Minagawa Takatsune (皆川 隆庸)   | 1625-1645 | Yamashiro-no-kami (山城守)            | 5e inférieur (従五位下) | 10 000 → 15 000 → 18 000 koku |
| 3                                   | Minagawa Narisato (皆川 成郷)    | 1645-1645 | Aucun                                 | Aucun                   | 18 000 koku                   |
|                                     | tenryō                           | 1645-1700 |                                       |                         |                               |
| Clan Matsudaira (Shinpan) 1700-1871 |                                  |           |                                       |                         |                               |
| 1                                   | Matsudaira Yoritaka (松平 頼隆)  | 1700-1705 | Harima-no-kami (播磨守) ; jijū (侍従) | 4e inférieur (従四位下) | 20 000 koku                   |
| 2                                   | Matsudaira Yoriyuki (松平 頼如)  | 1705-1707 | Noto-no-kami (能登守) ; jijū (侍従)   | 4e inférieur (従四位下) | 20 000 koku                   |
| 3                                   | Matsudaira Yoriaki (松平 頼明)   | 1707-1733 | Harima-no-kami (播磨守) ; jijū (侍従) | 4e inférieur (従四位下) | 20 000 koku                   |
| 4                                   | Matsudaira Yorinaga (松平 頼永)  | 1733-1735 | Harima-no-kami (播磨守) ; jijū (侍従) | 4e inférieur (従四位下) | 20 000 koku                   |
| 5                                   | Matsudaira Yoritomi (松平 頼幸)  | 1735-1742 | Harima-no-kami (播磨守) ; jijū (侍従) | 4e inférieur (従四位下) | 20 000 koku                   |
| 6                                   | Matsudaira Yorisumi (松平 頼済)  | 1742-1784 | Harima-no-kami (播磨守) ; jijū (侍従) | 4e inférieur (従四位下) | 20 000 koku                   |
| 7                                   | Matsudaira Yorisaki (松平 頼前)  | 1784-1795 | Ukon-daibu (右京大夫)                 | 4e inférieur (従四位下) | 20 000 koku                   |
| 8                                   | Matsudaira Yorihisa (松平 頼説)  | 1795-1833 | Harima-no-kami (播磨守) ; jijū (侍従) | 4e inférieur (従四位下) | 20 000 koku                   |
| 9                                   | Matsudaira Yoritsugu (松平 頼縄) | 1833-1868 | Ukon-daibu (右京大夫)                 | 4e inférieur (従四位下) | 20 000 koku                   |
| 10                                  | Matsudaira Yorifumi (松平 頼策)  | 1868-1871 | Harima-no-kami (播磨守)               | 4e inférieur (従四位下) | 20 000 koku                   |